# Cherisy (Eure-et-Loir)
Cherisy is een gemeente in het Franse departement Eure-et-Loir (regio Centre-Val de Loire). De plaats maakt deel uit van het arrondissement Dreux. Cherisy telde op 1 januari 2022 1.857 inwoners.

## Geografie
De oppervlakte van Cherisy bedroeg op 1 januari 2022 12,38 vierkante kilometer; de bevolkingsdichtheid was toen 150 inwoners per km².

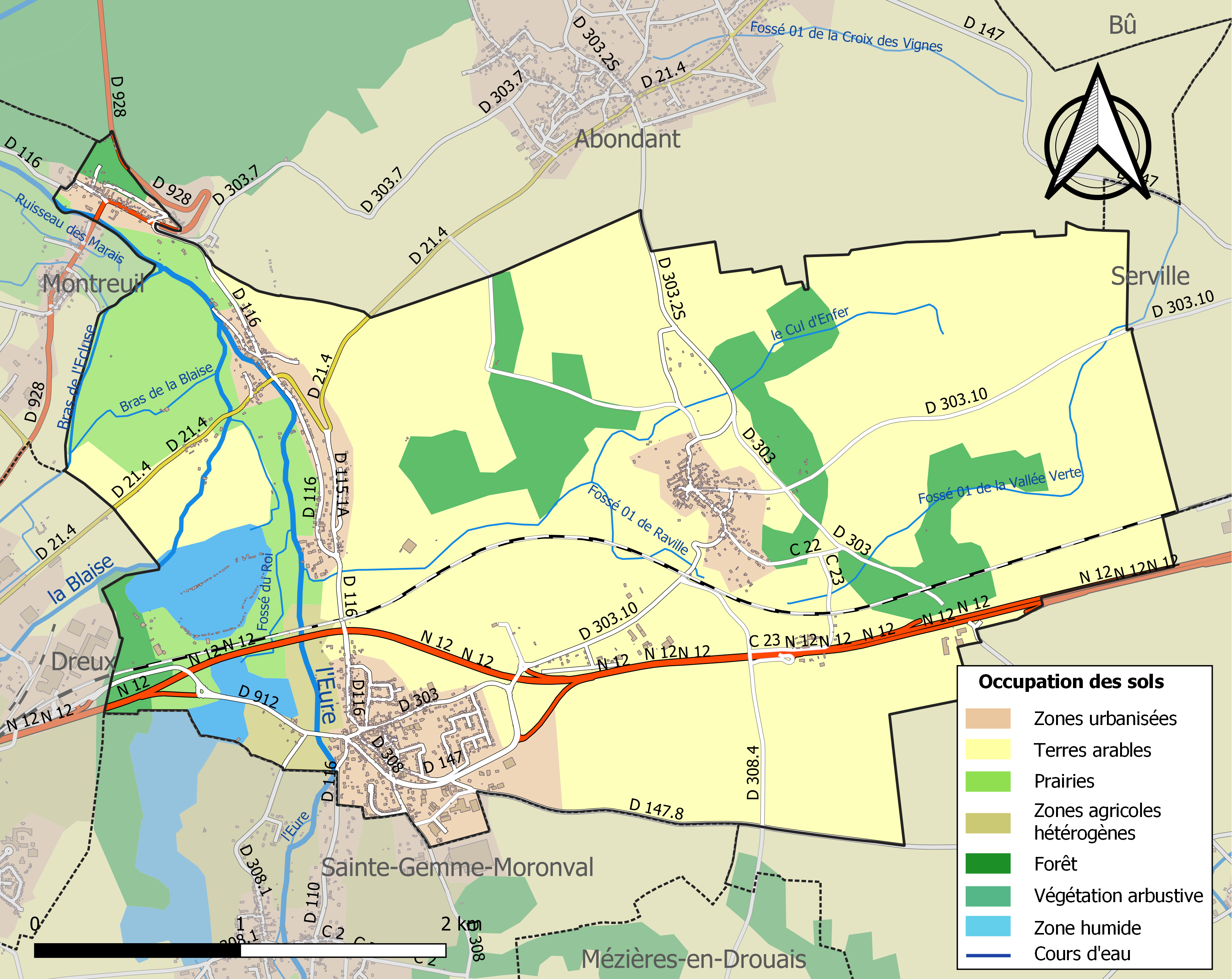
Kaart van de gemeente met belangrijkste infrastructuur, bodemgebruik en omliggende gemeenten

## Demografie
Onderstaande figuur toont het verloop van het inwonertal (bron: INSEE-tellingen).